# Santa Maria in Prato
Santa Maria in Prato (Santa Maria in Praa in dialetto milanese) è una frazione del comune lombardo di San Zenone al Lambro.

## Storia
La località è un piccolo borgo agricolo di antica origine, storicamente parte del territorio lodigiano.
In età napoleonica (1809) Santa Maria in Prato divenne frazione di San Zenone.
Recuperò l'autonomia con la costituzione del Regno Lombardo-Veneto (1815), e venne inserita nel distretto di Lodi della provincia di Lodi e Crema.
Dopo la seconda guerra d'indipendenza, in seguito all'emanazione del Decreto Rattazzi (1859), il comune fu assegnato alla provincia di Milano (circondario di Lodi). Al censimento di due anni dopo, all'Unità d'Italia, Santa Maria in Prato contava 302 abitanti.
Nel 1870 Santa Maria in Prato fu aggregata definitivamente a San Zenone al Lambro, seguendone le sorti.
Nonostante i legami storici dei due centri con il lodigiano, alla costituzione della provincia di Lodi (1992) il comune di San Zenone al Lambro decise di non farne parte, restando così in provincia di Milano.